# F5 (альбом)
F5 — п'ятому альбом гурту Слот. Випущений 4 листопада 2011 року лейблом «М2». Це перший альбом групи, випущений в такому ж складі, як і попередній («4ever»).

## Історія створення
Альбом вийшов на лейблах «Союз» і «M2БА» 4 листопада 2011 року на дводисковому діджіпаке разом з англомовним альбомом «Break the Code», і в цей же день відбулася автограф-сесія групи в московському музичному магазині «Світло і Музика» о 15.00. На композиції «Лего», «Kill me baby one more time» і «Сутінки» були відзняті відеокліпи. Над створенням відеокліпу «Сутінки» працювали режисер Михайло «Cage» Ємельянов і продюсер Олександр Кадянов. На альбомі присутні дві кавер-версії на композиції «Рок-н-рол мертвий» групи «Акваріум» і «Вулиця Роз» групи «Арія», виконана з Артур Беркутом (екс-«Арія»).
Презентація альбому відбулася 5 листопада в клубі «Milk Moscow» (Москва), 12 листопада в клубі «Зал очікування» (Санкт-Петербург).

## Список композицій
| #     | Назва                                            | Тривалість |
| ----- | ------------------------------------------------ | ---------- |
| 1.    | «F5»                                             | 3:40       |
| 2.    | «Маніфест»                                       | 3:24       |
| 3.    | «Сутінки»                                        | 3:51       |
| 4.    | «Самотні люди»                                   | 3:28       |
| 5.    | «Брейвік-шоу»                                    | 2:51       |
| 6.    | «R.I.P.»                                         | 3:18       |
| 7.    | «Лего»                                           | 3:26       |
| 8.    | «Розбіжності»                                    | 4:23       |
| 9.    | «Рок-н-рол мертвий» (кавер-версія)               |            |
| 10.   | «Чорне на чорному»                               | 3:51       |
| 11.   | «Спам»                                           | 3:21       |
| 12.   | «Kill me baby one more time»                     | 3:38       |
| 13.   | «2012»                                           | 4:51       |
| 14.   | «Тіло (feat. Roman Rain)»                        | 4:10       |
| 15.   | «Вулиця Роз (feat. Артур Беркут)» (кавер-версія) | 4:12       |
| 52:25 |                                                  |            |

## Цікаві факти
- На зйомках відеокліпу «Лего» один з учасників групи Микита «niXon» Симонов за сюжетом виконував роль жертви, які лежать в наповненій ванні і скутим наручниками. Команди режисера він мабуть не почув і, коли всі побігли його звільняти від наручників, Микита вже знепритомнів, але хлопці його швидко привели до тями.

## Учасники записи

### ГуртСлот
- Дарія «Nookie» Ставровіч - вокал
- Ігор «Тренер Кеш» Лобанов - вокал
- Сергій «ID» Боголюбський - Гітара, аранжування
- Микита «niXon» Симонов - Бас-гітара
- Кирило «Mr Dudu» Качанов - ударні

### Запрошені музиканти
- Артур Беркут - вокал (15)
- Roman Rain - вокал (14)